# Асирийско право
Асирийското право е осъвременена версия от 12 век пр.н.е. с различни подобрения и нововъведения на предходното шумерско и вавилонско право.
Характеризира се със засилване на наказателната репресия. Първите сведения за асирийското право са от 14 век пр.н.е., като до времето на Тиглатпаласар I търпи развитие. Клинописните таблички с информация за асирийското право са разчетени от германския асиролог Ото Шрьодер (1903 – 1914) и са публикувани за първи път след ПСВ през 1920 г., а в 1935 г. излиза и систематичното им издание. Заедно с известния кодекс на Хамурапи, сведенията за асирийското право са били обект на сравнително обширни научни правни изследвания, като имат преводи на английски, немски, френски, полски, италиански, норвежки и руски език. 